# Mercedes Escolano
Mercedes Escolano (Cádiz, 15 de febrero de 1964) es poeta y traductora española. Licenciada en Filología Hispánica por la Universidad de Cádiz. En esta institución codirigió la revista de poesía Octaviana, en la que colaboraron poetas noveles al mismo tiempo que otros consagrados, entre ellos Fernando Quiñones, Julio Llamazares, Juan José Téllez, Felipe Benítez Reyes, Francisco Bejarano, Rafael de Cózar, Javier Egea, Luis García Montero, Rafael Pérez Estrada, Javier Salvago, José Ramón Ripoll, Fernando de Villena, Almudena Guzmán o Amalia Bautista. 
Mercedes Escolano continuó sus estudios de Doctorado en la Universidad de Sevilla. También estudió en la Universidad Clásica de Lisboa (1989-1990), en donde centra su poemario La casa amarilla, gracias a una beca de la Fundación Calouste Gulbenkian. Desde 1990 hasta 2024 ha sido profesora de Lengua y Literatura Española en diversos institutos andaluces. Actualmente vive en El Puerto de Santa María (Cádiz). Ha dirigido la colección de pliegos de poesía "Siete Mares", editada por la Diputación de Cádiz. Su página web es www.mercedesescolano.jimdo.com

## Obras
- Marejada (Salesianos, Elche, Alicante, 1982).
- Las bacantes (Catobleplas, Madrid, 1984).
- La almadraba (El Crotalón, Madrid, 1986).
- Felina calma y oleaje (Diputación Provincial, Córdoba, 1986). Premio Internacional de poesía Luis de Góngora.
- Antinomia (Publicaciones de la Librería Anticuaria El Guadalhorce, Málaga, 1987).
- Paseo por el Cementerio Inglés (pliego suelto) (Publicaciones de la Librería Anticuaria El Guadalhorce, Málaga, 1987).
- Malos tiempos (Ayuntamiento de Almería, 1988).
- Soldado raso (pliego cosido)(Cuadernos de Cristal, Avilés, Asturias, 1990).
- Estelas (Plaza de la Marina, Málaga, 1990).
- Estelas (Torremozas, Madrid, 1991).
- Reales e imaginarios (Astrolabio, Palencia, 1993).
- La casa amarilla (en revista "Caleta" núm. 1, Cádiz, 1995).
- Malos tiempos (Quorum Ediciones, Cádiz, 1997).
- Islas (pliego suelto) (El toro de barro, Cuenca, 2000).
- No amarás (Diputación Provincial, Cádiz, 2001).
- Malos tiempos (El toro de barro, Cuenca, 2001).
- Islas (Ediciones La Palma, Madrid, 2002).
- Estelas (El toro de barro, Cuenca, 2005).
- Juegos Reunidos. Poesía 1984-2004 (Ayuntamiento de Málaga, 2006).
- Café & Tabaco (Padilla Libros, Col. Libros del Malandar, Sevilla, 2007).
- Fascinación del Atlántico (pliego suelto) (Diputación Provincial, Cádiz, 2007).
- La bañera de Ulises (EH Editores, Jerez, Cádiz, 2008).
- Habitación de hotel (en colaboración con la poeta Josefa Parra) (La Compañía de Versos, Granada, 2010).
- Jardín salvaje (en colaboración con el pintor Enrique Mellado)(Del Centro Editores, Madrid, 2011).
- Jardín salvaje (en colaboración con el pintor José Ganfornina) (Ayuntamiento de Rincón de la Victoria, Málaga, 2013).
- Placeres y mentiras (Huerga & Fierro, Madrid, 2019).
- Belleza (pliego suelto) (Las hojas del baobab, Conil, Cádiz, 2021).
- Jardín salvaje (Garvm Ediciones, Huelva, 2022).